# Utetheisa completa
Utetheisa completa là một loài bướm đêm thuộc phân họ Arctiinae, họ Erebidae.